# Macromitrium subcirrhosum
Macromitrium subcirrhosum är en bladmossart som beskrevs av C. Müller 1862. Macromitrium subcirrhosum ingår i släktet Macromitrium och familjen Orthotrichaceae. Inga underarter finns listade i Catalogue of Life.